# Ålderdomen redan sprider
Ålderdomen redan sprider är en psalm med text skriven av Gudmund Jöran Adlerbeth.

## Publicerad i
- 1819 års psalmbok som nr 358 under rubriken "Med avseende på särskilda personer, tider och omständigheter: Ungdom och ålderdom: För ålderstigna".[1]